# حمود الحناوي
حمود الحناوي ( 1كانون الأول 1943 م) من أبرز الشخصيات الروحية في الطائفة الدرزية في سوريا ، معروف بشيخ العقل وهو مرجع ديني للدروز في محافظة السويداء وله مكانة مرموقة.حظى باحترام كبير،تميزت حياته بالتعلم والعمل الدؤوب، ومن ثم بالقيادة الروحية الهادئة والحكيمة في فترات صعبة مرت بها سوريا.استلم مشيخة العقل خلفا لأخيه الشقيق الشيخ شبلي يحيى الحناوي

## ولادته وتحصيله
وُلد حمود يحيى الحناوي . في الأول من ديسمبر/كانون الأول 1943 في قرية سهوة بلاطة في سوريا، وترعرع وسط بيئية دينية، حيث كانت عائلته من العائلات التي تتوارث المشيخة الروحية والمسؤولية الدينية في الطائفة الدرزية. هذا الميراث العائلي أثر بشكل كبير على تكوينه،تربى على يد كبار رجال الدروز في المنطقة،مما سمح له باكتساب تعاليم الطائفة ومبادئها الروحية والأخلاقية في سن مبكرة جداً. هذه التربية الدينية العميقة شكلت اللبنة الأساسية لشخصيته القيادية لاحقاً. فاكتسب مبكرا تعاليم الطائفة ومبادئها.درس في دار الحكمة الثانوية في مدينة السويداء، وعمل معلم صف وتخرج عام 1963م. التحق بجامعة دمشق كلية الآداب، قسم اللغة العربية، هذا التخصص عزز من قدراته اللغوية والفكرية، وتخرج عام 1975.

## عمله ووظائفه
في البداية عمل معلماً في مدينة دير الزور 14 عاما وهي فترة طويلة سمحت له باكتساب خبرة واسعة في التدريس والتعامل مع الطلاب من مختلف البيئات.ثم انتقل للعمل في مدارس قرية الكفر وسهوة بلاطة مما قربه أكثر من مجتمعه الأصلي. درس اللغة العربية .انتقل إلى الإمارات العربية المتحدة ، حيث عمل مدرسًا وصحفيًاو مدققاً للغة في الصحف في صحف مثل البيان والخليج .هذه التجربة أضافت له بعداً آخر في فهم الإعلام وتأثيره، وصقلت مهاراته اللغوية بشكل أكبر.

## القيادة والدور الروحي
بعد وفاة والده الذي كان بدوره من الشخصيات الروحية المرموقة في الطائفة الدرزية، عهد إليه بمهام شيخ العقل في سوريا وعاد إلى بلدهُ خصيصاً لتولي هذه المسؤولية، يعتبر منصب شيخ العقل من أعلى المرجعيات الدينية والروحية للطائفة الدرزية،عاد ليتولى المنصب.وهم يتوارثه أبناء هذه العائلة الكريمة جيلاً بعد جيل. لتولي هذه المسؤولية الجليلة،ليصبح بذلك مرجعاً دينياً لأبناء الطائفة الدرزية في محافظة السويداء وسوريا عموماً، ويحظى بمكانة مرموقة واحترام كبير بين أبناء الطائفة. ويعرف عنه دعمه السلم الأهلي، ويفضل الحوار الوطني، للحفاظ على النسيج الاجتماعي السوري واحترام حقوق جميع الأقليات، و يرى أن الحل السلمي هو الأنسب لإنهاء الصراع، ويحذر من التفكك الطائفي وخطورته على مستقبل سوريا.

## وصلات خارجية
شيخ العقل الشيخ أبو وائل حمود الحنّاوي الانتماء للوطن شرف وكرامة ومبدأ
حمود الحناوي شيخ عقل طائفة المسلمين الموحدين الدروز